# پادشاه چنگ ژو
پادشاه چنگ از ژو (به چینی: 周成王) با نام شخصی جی سونگ (به چینی: 姬誦)؛ دومین پادشاه دودمان ژو در چین باستان بود. تاریخ سلطنت وی مورد اختلاف است، اما عموماً تصور می‌شود که او از ۱۰۴۲ تا ۱۰۲۱ پ. م یا ۱۰۴۲/۳۵ تا ۱۰۰۶ پ. م حکومت کرده‌است. پدر او پادشاه وو ژو و مادرش ملکه یی جیانگ (邑姜) بود.
پادشاه چنگ در جوانی بر تخت نشست. عموی او، حاکم ژو، از ترس اینکه نیروهای شانگ برای حاکمیت ضعیف احتمالی یک حاکم جوان قیام کنند، برای چندین سال نایب‌السلطنه شد و بر امور دولت نظارت کرد. حاکم ژو پایتخت شرقی را در لوئویانگ تأسیس کرد و بعداً شورش عموهای چنگ کای شو، گوان شو و هوئو شو را شکست داد.
پادشاه چنگ بعداً به همراه حاکم ژو، چندین قبیله بربر را شکست داد و مرزهای دودمان ژو را تثبیت کرد.

## خانواده
ملکه‌ها
- وانگ سی از طایفه سی (王姒 姒姓)؛ مادر ولیعهد ژائو

پسران
- ولیعهد ژائو (太子釗؛ ۱۰۴۰–۹۹۶ پ. م)؛ باعنوان پادشاه کانگ ژو از ۱۰۲۰ تا ۹۹۶ پ. م فرمان راند.